# برد تخاری
بُرد تُخاری از ایرانیان سده دوم هجری قمری بود.
پسر او از سرشناسان ایرانی آن سده بود.
برد از زرتشتیان و از مردم خراسان و اهل تخارستان بود و صاحب کتاب اغانی و کسان دیگر تبار او را به گشتاسب و لهراسب، از پادشاهان کیانی می‌رسانند.
برد در جنگهای مهلّب بن ابی صفره در خراسان بدست عرب‌های مسلمان اسیر شد و در سال ۸۴ هجری در بصره درگذشت.
پسر او به نام بشّار در بصره به دنیا آمد و بعداً از شاعران معروف عربی‌گوی شد.
بشار بن برد از پیشگامان جنبش ادبی عربی در روزگار عباسی و پیشوای نوآوران در شعر عربی بود. بشار در شعرهای خود از تبعیض عربها نسبت به دیگر اقوام اظهار ناخشنودی کرده و اشارات زیادی به اصل و تبار و شهر و دیار خود دارد.
از شعرهای بشار و گفته‌های دیگر منابع روشن می‌شود که بُرد در خراسان فردی بی نام و نشان نبوده.

## منبع
- محمدی ملایری، محمد: تاریخ و فرهنگ ایران در دوران انتقال از عصر ساسانی به عصر اسلامی، جلد یکم، انتشارات یزدان، تهران ۱۳۷۲خ، صص ۱۷۶-۱۷۷.